# Biographisches Verzeichnis für Theater, Tanz und Musik
Das Biographische Verzeichnis für Theater, Tanz und Musik dient laut seinem Untertitel als „Fundstellennachweis aus deutschsprachigen Nachschlagewerken und Jahrbüchern“ und gehört zur „Liste der fachlichen Nachschlagewerke für die Gemeinsame Normdatei“ unter der Zitierform mit dem Nachnamen des Bearbeiters, „Ulrich“. Das zweibändige Werk des Bibliothekars und Theaterwissenschaftlers Paul Stanley Ulrich wurde in zweiter Auflage im Jahr 1997 durch eine CD-ROM ergänzt.
Das biographische Verzeichnis von Persönlichkeiten aus den Bereichen Theater, Tanz und Musik führt auf dem Burchumschlag auch die englischsprachige Bedeutung auf als „Biographical Index for Theatre, Dance and Music“ sowie „Master Index in German-language. Biographical Direcotries and Yearbooks.“
Das in Berlin beim Berlin Verlag Arno Spitz erschienene Verzeichnis erhielt für ihre Bände die ISBN 3-87061-673-3 sowie die ISBN 3-87061-479-X (ohne CD-ROM).
Vorgänger war das ebenfalls von Ulrich bearbeitete, ab 1985 erschienene mehrbändige Werk Theater, Tanz und Musik im Deutschen Bühnenjahrbuch.